# Finomszerkezeti állandó
A fizikában a finomszerkezeti állandó egy alapvető állandó: csatolási állandó, mely az elektromágneses kölcsönhatás erősségét jellemzi. Értéke minden mértékrendszerben megegyezik, mivel dimenziómentes mennyiség.

## Történet
1916-ban Arnold Sommerfeld vezette be a finomszerkezeti állandót, az atom spektrális vonalainak relativisztikus eltérése elméletének részeként, amely a Bohr-féle atommodellből ered.
Az {\displaystyle \alpha } első fizikai értelmezése a relativisztikus Bohr-féle atommodellben az első körpályán keringő elektron sebességének és a fény vákuumbeli sebességének a viszonya volt.
A finomszerkezeti állandó felkeltette Wolfgang Pauli fizikus érdeklődését is, és együttműködött Carl Jung pszichológussal, hogy megértsék az {\displaystyle \alpha } jelentőséget.

## Meghatározása
A finomszerkezeti állandónak ({\displaystyle \alpha }) három ekvivalens definíciója van:
{\displaystyle \alpha ={\frac {e^{2}}{(4\pi \varepsilon _{0})\hbar c}}={\frac {e^{2}c\mu _{0}}{2h}}={\frac {k_{\mathrm {e} }e^{2}}{\hbar c}},}
ahol:
- e az elemi töltés;
- ħ = h/2π a redukált Planck-állandó;
- c a fény sebessége vákuumban
- ε0 permittivitás vákuumban;
- µ0 permeabilitás vákuumban;
- ke a Coulomb-állandó.

Az elektrosztatikában, a régebben használt CGS-mértékegységben az elektromos töltés egysége a statcoulomb. Úgy van definiálva, hogy a ke Coulomb-állandó vagy más néven permittivitási tényező, 4πε0 =1 és dimenzió nélküli.
Így:
{\displaystyle \alpha ={\frac {e^{2}}{\hbar c}}}
ahogy általában az {\displaystyle \alpha } megjelenik a fizikai irodalomban.

## Mérése
A 2014 CODATA szerint a definíciós kifejezés és az ajánlott érték:
{\displaystyle \alpha ={\frac {e^{2}}{(4\pi \varepsilon _{0})\hbar c}}=7,297\,352\,5664(17)\times 10^{-3}={\frac {1}{137{,}035\,999\,139(31)}}.}
Amikor a 2006 CODATA befejezte az adatok korrigálását, a fő bemeneti adatok között találtak egy hibát.
A 2006 CODATA-féle ajánlott értéket publikálták, majd 2008-ban újra publikálták.
Míg az {\displaystyle \alpha } értékét a definícióiból származó értékekből számolták, a kvantum-elektrodinamika (QED) elmélet ad lehetőséget az {\displaystyle \alpha } mérésére, közvetlenül felhasználva a kvantum Hall-effektust vagy az elektron rendhagyó mágneses nyomatékát.
A QED elmélet megjósolja az elektron dimenzió nélküli mágneses nyomatéka (vagy a „Lande g-tényező”) és a finomszerkezeti állandó, az {\displaystyle \alpha } közötti összefüggést.
Jelenleg az {\displaystyle \alpha } legpontosabb értéke a g új mérésén alapul, felhasználva az egyelektron-, úgynevezett „kvantumciklotron”-apparátust, együtt a QED elméleten keresztül alkalmazott számításokkal, amely magában foglalja a 891 négyhurkú Feynman-gráfot:
{\displaystyle \alpha ^{-1}=137{,}035\,999\,084(51).}
Ennek a mérésnek a pontossága 0,37 milliárdod. Az érték és a bizonytalanság közel azonos a legújabb tapasztalati eredménnyel.

## Fizikai értelmezések
A finomszerkezeti állandónak, az {\displaystyle \alpha }-nak több fizikai értelmezése is van:
- Az elemi töltés és a Planck-töltés arányának a négyzete:

{\displaystyle \alpha =\left({\frac {e}{q_{\mathrm {P} }}}\right)^{2}}
- Két energia aránya:

(i) az az energia, amely szükséges két elektron elektrosztatikus taszításának legyőzésére, amikor a köztük lévő távolság a végtelenről egy véges d –re csökken,
(ii)Egy egyedüli {\displaystyle \lambda =2\pi d} hullámhosszúságú foton energiája (r=d, Planck-összefüggés):
{\displaystyle \alpha ={\frac {e^{2}}{4\pi \varepsilon _{0}d}}{\frac {\lambda }{hc}}={\frac {e^{2}}{4\pi \varepsilon _{0}d}}{\frac {2\pi d}{hc}}=({\frac {e^{2}}{4\pi \varepsilon _{0}r}}{\frac {r}{\hbar c}})={\frac {e^{2}}{4\pi \varepsilon _{0}\hbar c}}={\frac {e^{2}}{2\varepsilon _{0}d}}}
- A Bohr-féle atommodellben az elektron sebessége a fény sebességéhez viszonyítva.
- Három karakterisztikus hossz aránya: A klasszikus elektronátmérő,{\displaystyle r_{e}}, a Bohr-átmérő {\displaystyle a_{0}} és az elektron Compton-hullámhossza {\displaystyle \lambda _{e}}:

{\displaystyle r_{e}={\alpha \lambda _{e} \over 2\pi }=\alpha ^{2}a_{0}}
- A kvantum-elektrodinamikában az {\displaystyle \alpha } egy csatoló állandó, mely meghatározza az elektron és a foton közötti kölcsönhatást. Az elmélet nem adja meg az értékét, ezért az {\displaystyle \alpha }-t kísérleti úton kell meghatározni. {\displaystyle \alpha } az egyike a részecskefizika standard modellje 20 empirikus paramétereinek, amely nincs meghatározva a standard modellen belül.
- Az elektrogyenge elméletben, amely egyesíti a gyenge kölcsönhatást az elektromágnesességgel, az {\displaystyle \alpha }-t abszorbeálja két másik csatoló állandó, melyek kapcsolódnak a mértékelmélethez. Ebben az elméletben az elektromágneses kölcsönhatást úgy kezelik, mint azon kölcsönhatások keveréke, melyek az elektrogyenge terekkel kapcsolatosak. Az elektromágneses kölcsönhatás erőssége az energiamező erősségével változik.

Amikor a kvantum-elektrodinamikára alkalmazzuk a perturbációs elméletet, az eredményként kijövő perturbatív kiterjesztés az {\displaystyle \alpha }-ban van kifejezve.
Mivel {\displaystyle \alpha }- jóval kisebb, mint 1, nagy teljesítményeknél az {\displaystyle \alpha }-nak nincs jelentősége, praktikussá téve ez esetben a perturbációs elméletet.
A renormalizációs csoportelmélet szerint az {\displaystyle \alpha } logaritmikusan nő, ahogy az energiaskála nő.
Az {\displaystyle \alpha } megfigyelt értéke kapcsolatos az elektron tömegének energiaskálájával. Ezért az {\displaystyle \alpha } értéke 1/137,036 zéró energián. Továbbá, ha az energiaskála nő, az elektromágneses kölcsönhatás közeledik a két másik fundamentális kölcsönhatáshoz, ami egy fontos tény a nagy egyesítő elmélet felé. Ha kvantum-elektrodinamika egy egzakt elmélet lenne, akkor az {\displaystyle \alpha } eltérne egy energián, amely Landau-pólus néven ismert. Ez a tény teszi a kvantum-elektrodinamikát inkonzisztenssé a perturbatív kiterjesztésen túl.

## A finomszerkezeti állandó valóban állandó?
A fizikusok évek óta mérlegelik, tűnődnek azon, hogy vajon az {\displaystyle \alpha } állandósága tény-e, vagy változhat-e helytől és időtől függően. Vannak olyan javaslatok, hogy egy változó {\displaystyle \alpha }-val számoljunk, amikor kozmológiai és asztrofizikai problémák megoldásáról van szó.
Újabban a húrelmélet motiválja a kutatókat, hogy változó állandókban gondolkodjanak. Ezen kérdéskör első kísérleti tesztjei során a távoli asztronómiai objektumok spektrális vonalait vizsgálták, valamint az oklói természetes nukleáris reaktorának radioaktív bomlását. Az eredmények nem mutattak változásra utaló adatokat.
A korszerű technológia lehetővé tette a finomszerkezeti állandó tesztelését nagyobb távolságokra és pontosabban. 1999-ben, a John K. Webb vezette csoport (University of New South Wales) jelzett változást értékében először.
A Keck-teleszkópot használva 128 kvazár vöröseltolódását 0,5 < z < 3, vizsgálva, Webb és társai úgy értelmezték, hogy egy kis növekedés történt a finomszerkezeti állandó értékében az elmúlt 10–12 milliárd év során.
A mérések alapján:
{\displaystyle {\frac {\Delta \alpha }{\alpha }}\ {\stackrel {\mathrm {def} }{=}}\ {\frac {\alpha _{\mathrm {prev} }-\alpha _{\mathrm {now} }}{\alpha _{\mathrm {now} }}}=\left(-0,57\pm 0,10\right)\times 10^{-5}.}
2004-ben Chand és társai 23 abszorbciós rendszer VLT-vel történt vizsgálata során nem tapasztaltak mérhető változást
{\displaystyle {\frac {\Delta \alpha }{\alpha _{\mathrm {em} }}}=\left(-0,6\pm 0,6\right)\times 10^{-6}.}
2007-ben kisebb hiányosságot találtak Chand és társai módszerében, amely diszkreditálta a korábbi eredményeiket.
Mindazontúl szisztematikus bizonytalanságokat nehéz mennyiségileg definiálni; Webb és társai eredményei még ellenőrzésre szorulnak egy független analízis során kvazárok spektrumainak vizsgálatával, különböző teleszkópokkal.
King és társai a Markov lánc Monte Carlo módszerével megvizsgálta az UNSW csoport által használt algoritmust, és meghatározta a {\displaystyle \Delta \alpha /\alpha }-t kvazárspektrumból, és azt találták, hogy az algoritmus korrekt bizonytalanságokat talált és maximális valószínűségeket a {\displaystyle \Delta \alpha /\alpha } meghatározására.

2004-ben Lamoreaux és Torgerson kiértékelte az oklói természetes nukleáris reaktor adatait, és arra az eredményre jutottak, hogy 2 milliárd év alatt a finomszerkezeti állandó 4,5 * 100 milliomod részt változott.
2007-ben Khatri és Wandelt (University of Illinois at Urbana-Champaign) a semleges hidrogén 21 cm-es hiperfinom átmenetében, az Univerzum korai állapotában, egyedüli abszorpciós vonalakat észleltek a kozmikus mikrohullámú háttérsugárzásban.
Azt javasolták, hogy e hatás alapján mérjék a finomszerkezeti állandó értékét. Elvben ez a technika elég pontosságot nyújthat, akár 1 milliárdod rész változásra is (ez négy nagyságrenddel jobb, mint a kvazármódszer). Az európai LOFAR rádióteleszkóp csupán 0,3% eltérést tud észlelni a finomszerkezeti állandó változásában. A szükséges észlelési terület a finomszerkezeti állandó változásának mérésére 100 négyzetkilométer, amely jelenleg nem megoldható.
2008-ban, Rosenband és társai.
az Al+ és Hg+ egyionos optikai óra frekvenciaváltozását használták fel a finomszerkezeti állandó változásának mérésére, melynek értéke: {\displaystyle (1,6\pm 2,3)\times 10^{-17}} évente. Megjegyzendő, hogy a finomszerkezeti állandó időbeli változásának értékei nincsenek hatással a múltban mért értékekre.
2010-ben ausztrál kutatók azonosítottak egy dipólszerű struktúrát a finomszerkezeti állandónál, a megfigyelhető univerzumban, felhasználva kvazáradatokat a VLT-ről, kombinálva a Webb által nyert – a Keck-teleszkóppal mért – adatokkal.
A mérések alapján úgy tűnt, hogy a finomszerkezeti állandó nagyobb volt 1 százezred résszel az Oltár csillagkép irányában, 10 milliárd évvel ezelőtt.
Különböző kutatók különböző módszerekkel próbálják a finomszerkezeti állandó értékét és annak feltételezett változását igazolni, illetve cáfolni. Egyre inkább megmutatkozik az az igény, hogy több oldalról is ellenőrizzék a különböző csoportok eredményeit.

## Antropikus magyarázat
Az antropikus elv egy vitatott fejtegetés arról, hogy a finomszerkezeti állandó vajon stabil érték-e, és az élet és az értelmes lények nem létezhetnének-e, ha ez az érték lényegesen más lenne. Például, ha a finomszerkezeti állandó megváltozna 4%-kal, a csillagközi magfúzió nem produkálhatott volna szenet, így a szénalapú élet lehetetlen lett volna. Ha viszont α > 0,1, akkor fúzió nem lehetséges, és az univerzumban nem lenne olyan meleg hely, ami az élethez szükséges.

## Numerológiai magyarázatok
Mivel a finomszerkezeti állandó egy dimenzió nélküli állandó, úgy tűnik, hogy semmilyen matematikai állandóból nem lehetséges levezetni. Ez a probléma már régóta foglalkoztatja a fizikusokat. Richard Feynman, a kvantum-elektrodinamika elméletének egyik kitalálója és korai fejlesztője könyvében kifejti véleményét a finomszerkezeti állandó körüli bizonytalanságokról.
Arthur Eddington azzal érvel, hogy a finomszerkezeti állandó értéke „tisztán dedukcióval” kapható meg, és hivatkozik az úgynevezett Eddington-számra, az ő számításaira, amely az Univerzumban található protonok számára vonatkozik.
Ez vezette arra a kijelentésre 1929-ben, hogy a finomszerkezeti állandó értéke pontosan a 137 reciproka. Más fizikusok ezt nem fogadták el, azonban az 1940-es években a kísérleti eredmények azt mutatták, hogy a 137-es értéktől elegendő mértékben eltér ahhoz, hogy Eddington elmélete cáfolható legyen.
Az arra irányuló kísérletek, hogy matematikai alapot találjanak a dimenzió nélküli állandóra, a mai napig foglalkoztatják a kutatókat.
Például James Gilson matematikus javasolta, hogy a finomszerkezeti állandó értéke a következő legyen:
{\displaystyle \alpha ={\frac {\cos \left(\pi /137\right)}{137}}\ {\frac {\tan \left(\pi /(137\cdot 29)\right)}{\pi /(137\cdot 29)}}\approx {\frac {1}{137,0359997867}}}
29 és a 137, a 10. és a 33. prímszám. A különbség a 2007 CODATA érték és ezen elméleti érték között {\displaystyle 3\times 10^{-11}}, amely 6-szorosa a standard mért értéknek.

## Idézetek
„Az alfa rejtélye a valóságban egy kettős rejtély. Az első rejtély az alfa numerikus értéke, α ≈ 1/137, amely évtizedek óta napirenden van. A másik az értelmezési tartománya.”
„Ha az alfa – a finomszerkezeti állandó – nagyobb lenne, mint amekkora, akkor nem tudnánk megkülönböztetni a dolgokat a vákuumtól, és a természeti törvények kifejtése reménytelenül nehéz lenne. Azonban az a tény, hogy az alfa értéke 1/137, nem véletlen, ez maga a természet törvénye. Kétségtelen, hogy ennek a számnak a magyarázata a természetfilozófia központi problémája.”

## Fordítás
Ez a szócikk részben vagy egészben  a   Fine-structure constant című angol Wikipédia-szócikk fordításán alapul.  Az eredeti cikk szerkesztőit annak laptörténete sorolja fel. Ez a jelzés csupán a megfogalmazás eredetét és a szerzői jogokat jelzi, nem szolgál a cikkben szereplő információk forrásmegjelöléseként.